# Gouné Niangadou
Gouné Niangadou (Bamako, 28 de enero de 1997) es un futbolista maliense que juega en la demarcación de centrocampista que actualmente se encuentra sin equipo.

## Selección nacional
Hizo su debut con la selección de fútbol de Malí el 15 de julio de 2017 en un partido de clasificación para el Campeonato Africano de Naciones de 2018 contra Gambia que finalizó con un resultado de empate a cero. En su siguiente partido, el 22 de julio de 2017, de nuevo contra Gambia anotó uno de los goles que dieron la victoria a Mali tras un resultado de 4-0.

### Goles internacionales
| # | Fecha               | Estadio                                          | Oponente | Gol | Resultado | Competición                                                   |
| - | ------------------- | ------------------------------------------------ | -------- | --- | --------- | ------------------------------------------------------------- |
| 1 | 22 de julio de 2017 | Estadio Polideportivo Modibo Keïta, Bamako, Malí | Gambia   | 4–0 | 4-0       | Clasificación para el Campeonato Africano de Naciones de 2018 |

## Clubes
| Club             | País    | Año       | Partidos | Goles |
| ---------------- | ------- | --------- | -------- | ----- |
| Royal Antwerp FC | Bélgica | 2018-2021 | 10       | 0     |